# 아동의 권리에 관한 협약

아동 당사자의 권리에 관한 협약의 당사국들은 서명만 했을 뿐 비준하지는 않았다.

아동의 권리에 관한 협약(영어: United Nations Convention on the Rights of the Child, UNCRC)은 전 세계의 아동의 경제, 사회, 문화에 대한 권리를 규정하는 국제 협약이다. 줄여서 아동권리협약이라고도 한다.
1989년 11월 20일 유엔 총회에서 채택되었으며, 1990년 9월 2일 발효되었다. 2015년에 소말리아가 비준함으로써, 미국을 제외한 유엔 가입(옵서버 포함) 196개국이 전부 비준하였다.

## 내용
조문은 전문 및 54조로 이루어져 있으며, 아동(만 18세 미만의 사람)의 권리를 포괄적으로 규정하고 있다.
협약은 아동을 '보호 대상'이 아닌 '권리의 주체'로 규정하고 있다. 국제인권 A규약(경제적 사회적 및 문화적 권리에 관한 국제규약)과 B규약(시민적 정치적 권리에 관한 국제규약)에 인정되는 제반 권리를 아동의 권리로 규정하고, 거기에 추가해 의견표명권, 놀이·여가의 권리 등 아동에게 필요한 인권을 확보하기 위한 구체적인 사항을 규정하고 있다.

## 대한민국의 비준
1991년 9월 17일에 국제연합(UN)에 가입한 대한민국은 같은 해 12월 20일 이 협약을 비준하여 조약당사국이 되었다.
대한민국 정부는 비준 당시 이 협약의 제9조제3항(부모로부터 분리된 아동의 면접교섭권 보장), 제21조a목(공인된 기관에 의한 아동입양 허가 절차), 제40조제2항b목5호(아동의 항고권 보장)를 유보하였으나, 2007년 12월 21일에 민법 제837조의2(면접교섭권)를 개정·시행한 후 2008년 10월 16일에 제9조제3항의 유보를 철회하였고, 2013년 7월 1일에 미성년자의 입양에 대해 가정법원의 허가를 받도록 개정한 민법을 시행한 후 2017년 8월 11일에 제21조a목의 유보를 철회하였다.
현재 대한민국 정부가 이 협약에서 유보를 철회하지 않은 규정은 제40조제2항b목5호뿐인데, 이를 충족하기 위해서는 비상계엄 하의 군사재판에 대해 단심제를 규정하고 있는 군사법원법 제534조를 개정해 적어도 만 18세 미만의 사람은 그 적용 대상에서 제외하여야 한다.

## 같이 보기
- 유엔 아동 권리 위원회
- 아동 복지
- 아동복지법
- 아동 노동
- 아동 성학대
- 아동 성매매
- 소년법